# Alice (Texas)
Alice is een plaats (city) in de Amerikaanse staat Texas en valt bestuurlijk gezien onder Jim Wells County.

## Demografie
Bij de volkstelling in 2000 werd het aantal inwoners vastgesteld op 19.010.
In 2006 is het aantal inwoners door het United States Census Bureau geschat op 19.744.

## Geboren
- Robert Curl (1933-2022), scheikundige en Nobelprijswinnaar (1996)
- James P. Allison (1948), immunoloog, hoogleraar en Nobelprijswinnaar (2018)
- Adam Sowell (1979), pokerspeler en honkballer